# Friederike Sittler

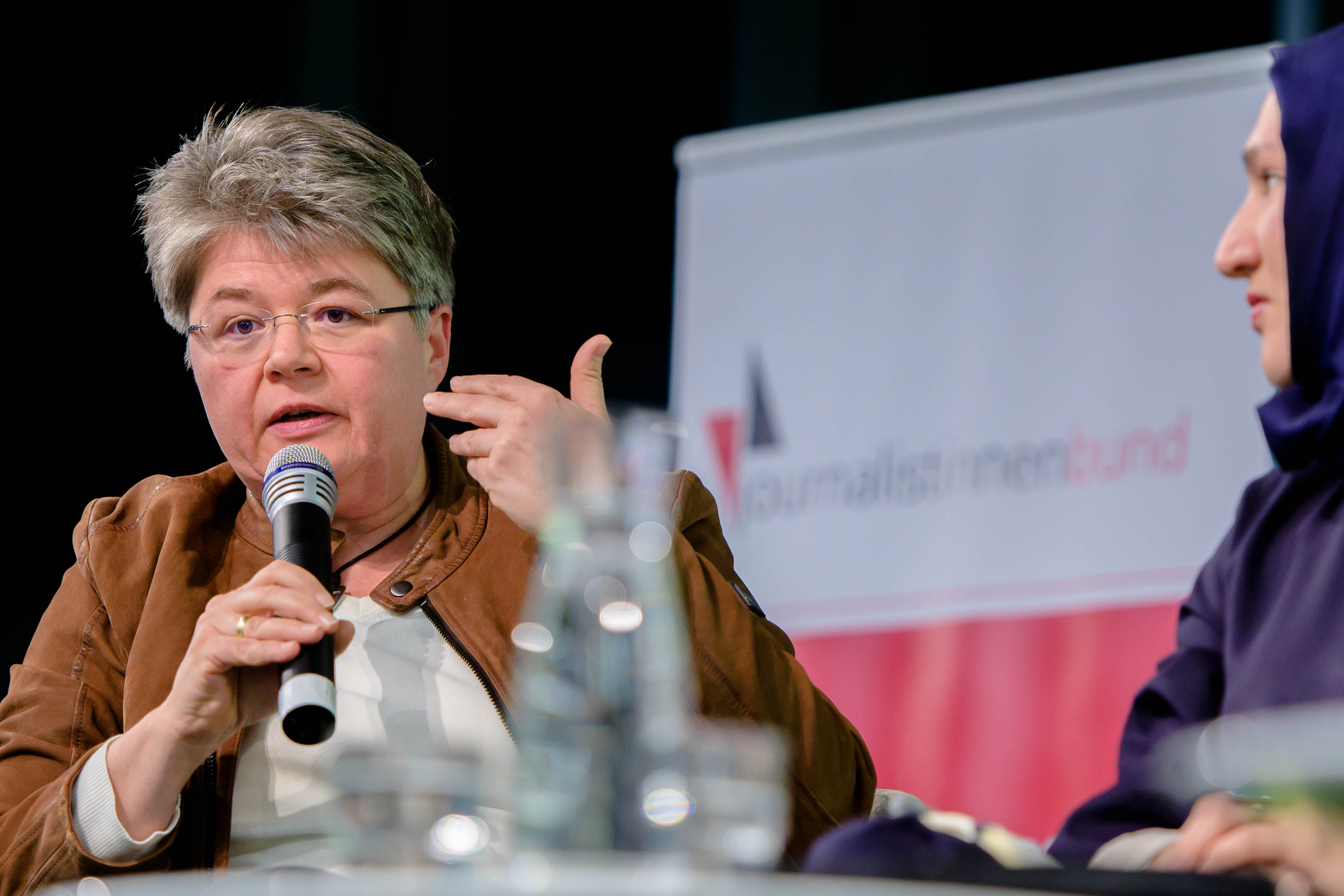
Friederike Sittler (2019)

Friederike Sittler (geboren 26. Februar 1969 in Arnsberg/Nordrhein-Westfalen) ist eine deutsche Journalistin und Theologin. Sie ist seit 2019 Vorsitzende des Journalistinnenbundes.

## Leben
Sittler besuchte das Mariengymnasium Arnsberg und studierte ab dem Wintersemester 1989/90 an der Universität Bamberg katholische Theologie, Politik- und Kommunikationswissenschaften. Ihre Magisterarbeit trägt den Titel Die Kreuzwege des Lebens gehst Du immer ganz allein. Die Härten und Stärken des Alleinseins.
Studienbegleitend absolvierte sie die Journalistenausbildung des Instituts zur Förderung publizistischen Nachwuchses (ifp), machte Praktika bei den Westfälischen Nachrichten, der Deutschen Presse-Agentur (dpa), dem Mitteldeutschen Rundfunk (MDR) und dem Zweiten Deutschen Fernsehen (ZDF).
1995 begann Friederike Sittler ihre Tätigkeit beim Sender Freies Berlin (SFB) mit einem Volontariat. Anschließend arbeitete sie als Redakteurin in der Redaktion Politik des SFB, später beim Inforadio als Moderatorin, Chefin vom Dienst und Korrespondentin im damals neu gegründeten ARD-Hauptstadtstudio.
Im Dezember 2002 übernahm Friederike Sittler die Leitung der Redaktion Kirche und Religion, Hörfunk und Fernsehen beim Rundfunk Berlin-Brandenburg (rbb). Hier moderierte sie u. a. die Sendung Himmel und Erde im rbb-Fernsehen und Das Gespräch im Kulturradio. Danach leitete Friederike Sittler die Abteilung „Gesellschaft und Religion“ des rbb. Sie kommentierte in allen Programmen des rbb und der ARD tagesthemen und analysiert kirchliche und gesellschaftliche Entwicklungen.
Seit Juli 2019 leitet sie die Abteilung „Hintergrund Kultur und Politik“ von Deutschlandfunk Kultur. In dieser Funktion unterstehen ihr inhaltlich das Ressort Literatur, die Redaktionen Zeitfragen, Zeitgeschehen und Modernes Leben mit insgesamt rund 20 Sendeformaten, daneben auch diverse Podcast-Formate. Sittler trägt in ihrer Funktion Verantwortung für Budget und Personal. Darüber hinaus ist sie auch in der Radiosendung Der Tag als Gesprächspartnerin und Analytikerin des tagespolitischen Geschehens im Programm hörbar.
2019 wurde sie zur Vorsitzenden des Journalistinnenbundes gewählt und 2021 sowie 2023 in ihrem Amt bestätigt.
Friederike Sittler ist verheiratet und lebt mit ihrer Frau in Berlin.

## Positionen
Im Zuge der Debatte um die Nominierung von Ferda Ataman zur Leiterin der Antidiskriminierungsstelle des Bundes sagte Sittler, dass die Angst vor dem antimuslimischen Rassismus nicht dazu führen dürfe, dass man über die Gefahr des Islamismus nicht mehr spreche. Eine Leiterin der Antidiskriminierungsstelle müsse auch Menschen einbinden, die eine polnische Migrationsgeschichte haben oder aus Holland oder Schweden kommen. So könne man auf alle Vielfaltskriterien achten.

## Ehrenamt
2004 griff Sittler eine Idee von Sabine Werth auf und initiierte die Zusammenarbeit von Berliner Tafel, Kirchen und rbb für die Aktion LAIB und SEELE. In 48 Ausgabestellen unterstützen 1800 Ehrenamtliche bis zu 80 000 Bedürftige durch die Verteilung von Lebensmittelspenden. Friederike Sittler gehört seit Gründung des Beirates von LAIB und SEELE diesem an. In der ZDF-Sendung Maybrit Illner äußerte sie sich 2018 zu der gesellschaftlichen Debatte darüber, wer Zugang zu den „Tafeln“ erhalten soll. Die Kontroverse war entstanden, nachdem die Essener Tafel entschieden hatte, zeitweise Lebensmittel nur an Bedürftige deutscher Staatsangehörigkeit auszugeben.
Friederike Sittler ist Jurymitglied für den Ideenpreis des Vereins Andere Zeiten e.V. Das Deutsche Institut für Menschenrechte berief sie in die Jury für den Recherchepreis Sinti_zze und Rom_nja in Deutschland und das Medium Magazin in die Jury Journalistinnen & Journalisten des Jahres 2020. Zuvor war sie Mitglied der Jury des Amadeo-Antonio-Preis und für den Deutschen Sozialpreis. Für diverse Kultur- und Medienverbände stand sie mehrfach als Mentorin zur Unterstützung des Nachwuchses zur Verfügung. Vom Bundesministerium für Bildung und Forschung wurde Friederike Sittler in den Beirat des Projektes „Innovative Frauen im Fokus“ berufen.

## Auszeichnungen
Für ihr Engagement wurde Friederike Sittler 2009 die Bundesverdienstmedaille sowie 2015 der Verdienstorden des Landes Berlin verliehen.

## Publikationen
- Friederike Sittler: Theologie – im Alltag kaum gefragt. In: Patrick Becker (Hrsg.): Theologie an der Universität, eine Standortbestimmung. LIT Verlag, Münster 2005, S. 34ff.
- Friederike Sittler, Sabine Werth: Kochen mit LAIB und SEELE. Jacoby und Stuart, Berlin 2009, ISBN 978-3-941087-78-1.[21]
- Diversität und Medien. In: Ulrike Senger (Hrsg.): Qualitätsoffensive Diversität. Nachwuchsgewinnung und -bildung in verschiedenen Berufsfeldern. wbv OpenAccess, doi:10.3278/6004647w321